# Gornja Omašnica
Gornja Omašnica (en serbe cyrillique : Горња Омашница) est un village de Serbie situé dans la municipalité de Trstenik, district de Rasina. Au recensement de 2011, il comptait 535 habitants.

## Géographie

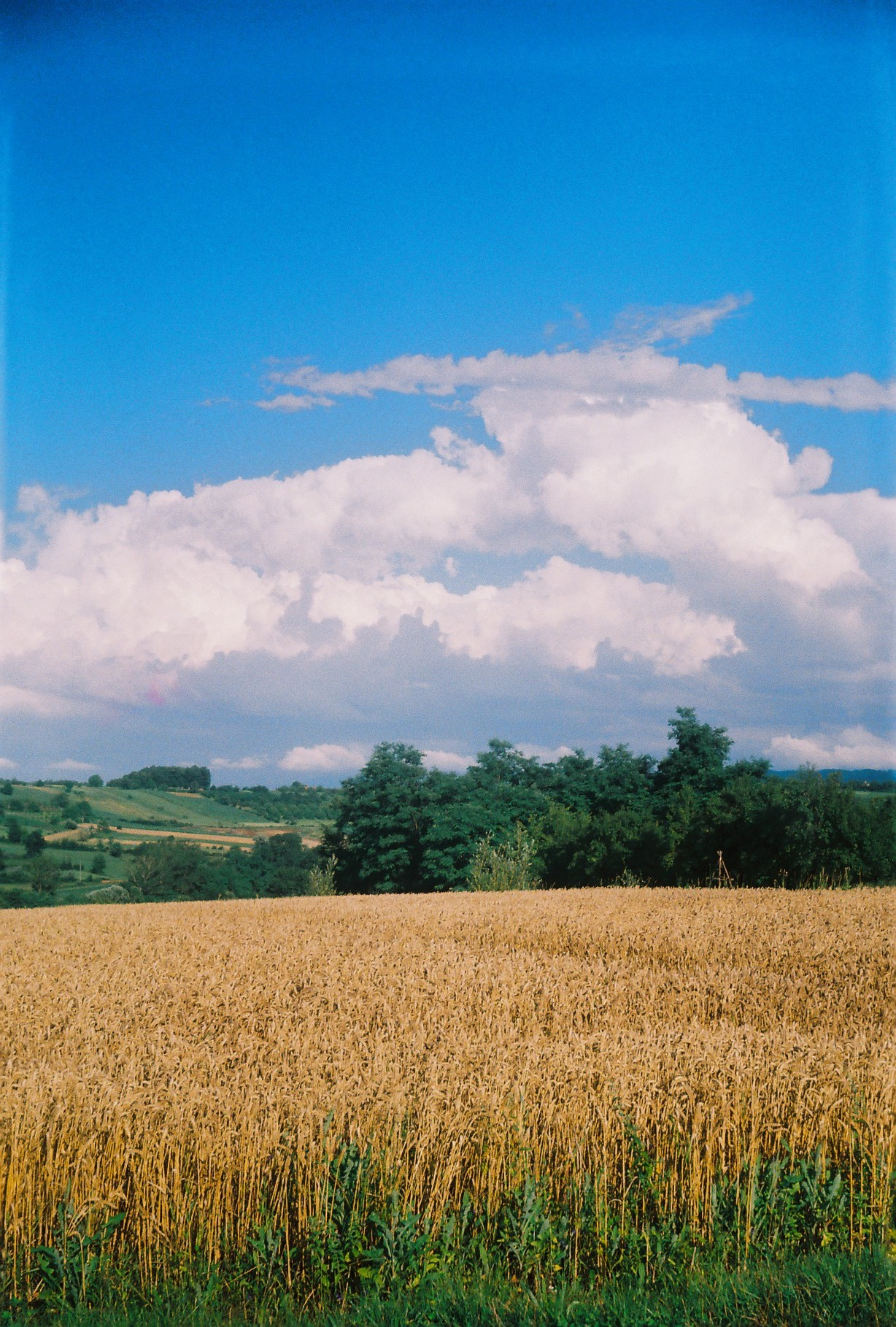
Paysage près de Gornja Omašnica

## Démographie
| 1948 | 1953 | 1961 | 1971 | 1981 | 1991 | 2002 | 2011 |
| ---- | ---- | ---- | ---- | ---- | ---- | ---- | ---- |
| 944  | 969  | 998  | 956  | 910  | 836  | 665  | 535  |

|  |